# 保罗·霍罗威茨
保罗·霍罗威茨（1942年—）是一位美国物理学家和電機工程师，哈佛大学物理学教授，是教科书《电子学》（The Art of Electronics）的作者之一，也参与了搜寻地外文明计划（SETI）。